# Liste der Nummer-eins-Hits in Ungarn (1991)
Dies ist eine Liste der Nummer-eins-Hits in Ungarn im Jahr 1991. Sie basiert auf der Top 40 album-, DVD- és válogatáslemez-lista der Magyar Hanglemezkiadók Szövetsége (Mahasz), dem ungarischen Vertreter der International Federation of the Phonographic Industry.

## Alben
| ← 1990 ← | Liste der Nummer-eins-Hits in Ungarn | Liste der Nummer-eins-Hits in Ungarn | Liste der Nummer-eins-Hits in Ungarn | 1992 → |
| \| Zeitraum \| Wo. ges. \| Interpret \| Titel \| Zusätzliche Informationen \| \| (Zeitraum, Wochen auf Platz eins, Interpret, Titel, zusätzliche Informationen) \| \| \| \| \| \| ------------------------------------------------------------------------------ \| -------- \| -------------------------- \| ---------------------------- \| ------------------------------------------------------------------------------------------------------------------------------------------------------------------------------------------------------------------------------------- \| \| 10. Dezember 1990 – 3. März 1991 12 Wochen (insgesamt 14) \| 14 \| Szandi \| Tinédzser l’amour \| Mit Dancepop für Tinédzser (Teenager) setzte Nachwuchssängerin Alexandra Pintácsi alias Szandi eine erste Bestmarke hinsichtlich der Nummer-eins-Wochen in den 1990 eingeführten Charts. \| \| 4. März 1991 – 17. März 1991 2 Wochen (insgesamt 6) \| 6 \| Bonanza Banzai \| 1984 \| Die Band mit Sänger Ákos Kovács, die auch als ungarische Depeche Mode bezeichnet wurden,[1] hatten mit ihrem dritten Studioalbum ihre erste Nummer-eins-Platzierung. \| \| 18. März 1991 – 31. März 1991 2 Wochen (insgesamt 14) \| 14 \| Szandi \| Tinédzser l’amour \| – \| \| 1. April 1991 – 28. April 1991 4 Wochen (insgesamt 6) \| 6 \| Bonanza Banzai \| 1984 \| – \| \| 29. April 1991 – 12. Mai 1991 2 Wochen \| 2 \| Omen \| Feketében \| Die Heavy-Metal-Band aus Budapest gab ihr Debüt auf Platz 1. \| \| 13. Mai 1991 – 9. Juni 1991 4 Wochen \| 4 \| Ossian \| Ítéletnap \| Diese Heavy-Metal-Band gab es schon fünf Jahre länger, mit ihrem vierten Studioalbum erreichten sie erstmals die Spitze. \| \| 10. Juni 1991 – 23. Juni 1991 2 Wochen (insgesamt 6) \| 6 \| Beatrice \| Utálom az egész XX. századot \| Die Rockband um Feró Nagy hat ihre Wurzeln bereits Ende der 1960er Jahre. Nach ihrer Auszeit in den 80er Jahren war dieses Album mit dem Titel „Ich hasse das ganze 20. Jahrhundert“ ihr größter Erfolg und einziger Nummer-eins-Hit. \| \| 24. Juni 1991 – 7. Juli 1991 2 Wochen \| 2 \| Republic \| Indul a mandula \| Zum zweiten Mal in diesem Jahr ist es ein Debütalbum, das eine Band auf Platz 1 bringt. \| \| 8. Juli 1991 – 4. August 1991 4 Wochen (insgesamt 6) \| 6 \| Beatrice \| Utálom az egész XX. századot \| – \| \| 5. August 1991 – 27. Oktober 1991 12 Wochen \| 12 \| (Verschiedene Interpreten) \| Filmslágerek magyarul I. \| Dieses Album war der Auftakt einer sehr erfolgreichen Sammlung von internationalen Filmhits, die von bekannten Sängern wie Jimmy Zámbó und Erika Zoltán in Ungarisch nachgesungen wurden.[2] \| \| 28. Oktober 1991 – 5. Januar 1992 10 Wochen \| 10 \| Gergely Róbert \| Gergely Róbert \| Der erfolgreiche Schauspieler war auch an drei Liedern des Filmmusiksamplers beteiligt gewesen[2] und konnte im Anschluss an dessen Nummer-eins-Platzierung mit seinem ersten eigenen Album die Spitze übernehmen. \| |                                      |                                      |                                      | |
| ← 1990 |                                      |                                      |                                      | → 1992 → |
| Zeitraum | Wo. ges.                             | Interpret                            | Titel                                | Zusätzliche Informationen |
| (Zeitraum, Wochen auf Platz eins, Interpret, Titel, zusätzliche Informationen) |                                      |                                      |                                      | |
| 10. Dezember 1990 – 3. März 1991 12 Wochen (insgesamt 14) | 14                                   | Szandi                               | Tinédzser l’amour                    | Mit Dancepop für Tinédzser (Teenager) setzte Nachwuchssängerin Alexandra Pintácsi alias Szandi eine erste Bestmarke hinsichtlich der Nummer-eins-Wochen in den 1990 eingeführten Charts.                                              |
| 4. März 1991 – 17. März 1991 2 Wochen (insgesamt 6) | 6                                    | Bonanza Banzai                       | 1984                                 | Die Band mit Sänger Ákos Kovács, die auch als ungarische Depeche Mode bezeichnet wurden, hatten mit ihrem dritten Studioalbum ihre erste Nummer-eins-Platzierung.                                                                     |
| 18. März 1991 – 31. März 1991 2 Wochen (insgesamt 14) | 14                                   | Szandi                               | Tinédzser l’amour                    | – |
| 1. April 1991 – 28. April 1991 4 Wochen (insgesamt 6) | 6                                    | Bonanza Banzai                       | 1984                                 | – |
| 29. April 1991 – 12. Mai 1991 2 Wochen | 2                                    | Omen                                 | Feketében                            | Die Heavy-Metal-Band aus Budapest gab ihr Debüt auf Platz 1. |
| 13. Mai 1991 – 9. Juni 1991 4 Wochen | 4                                    | Ossian                               | Ítéletnap                            | Diese Heavy-Metal-Band gab es schon fünf Jahre länger, mit ihrem vierten Studioalbum erreichten sie erstmals die Spitze. |
| 10. Juni 1991 – 23. Juni 1991 2 Wochen (insgesamt 6) | 6                                    | Beatrice                             | Utálom az egész XX. századot         | Die Rockband um Feró Nagy hat ihre Wurzeln bereits Ende der 1960er Jahre. Nach ihrer Auszeit in den 80er Jahren war dieses Album mit dem Titel „Ich hasse das ganze 20. Jahrhundert“ ihr größter Erfolg und einziger Nummer-eins-Hit. |
| 24. Juni 1991 – 7. Juli 1991 2 Wochen | 2                                    | Republic                             | Indul a mandula                      | Zum zweiten Mal in diesem Jahr ist es ein Debütalbum, das eine Band auf Platz 1 bringt. |
| 8. Juli 1991 – 4. August 1991 4 Wochen (insgesamt 6) | 6                                    | Beatrice                             | Utálom az egész XX. századot         | – |
| 5. August 1991 – 27. Oktober 1991 12 Wochen | 12                                   | (Verschiedene Interpreten)           | Filmslágerek magyarul I.             | Dieses Album war der Auftakt einer sehr erfolgreichen Sammlung von internationalen Filmhits, die von bekannten Sängern wie Jimmy Zámbó und Erika Zoltán in Ungarisch nachgesungen wurden.                                             |
| 28. Oktober 1991 – 5. Januar 1992 10 Wochen | 10                                   | Gergely Róbert                       | Gergely Róbert                       | Der erfolgreiche Schauspieler war auch an drei Liedern des Filmmusiksamplers beteiligt gewesen und konnte im Anschluss an dessen Nummer-eins-Platzierung mit seinem ersten eigenen Album die Spitze übernehmen.                       |